# Sokobanjska Moravica
Pour les articles homonymes, voir Moravica.
La Sokobanjska Moravica ou, plus simplement, la Moravica (en serbe Alphabet cyrillique serbe : Сокобањска Моравица ou Моравица) est une rivière de Serbie, un affluent droit de la Južna Morava.

## Étymologie
Son nom signifie « la Moravica de Sokobanja ».

## Géographie
Elle a une longueur de 58 km.
La Sokobanjska Moravica appartient au bassin versant de la mer Noire ; son propre bassin couvre une superficie de 606 km2. Elle n'est pas navigable.

## Les monts Devica et Ozren

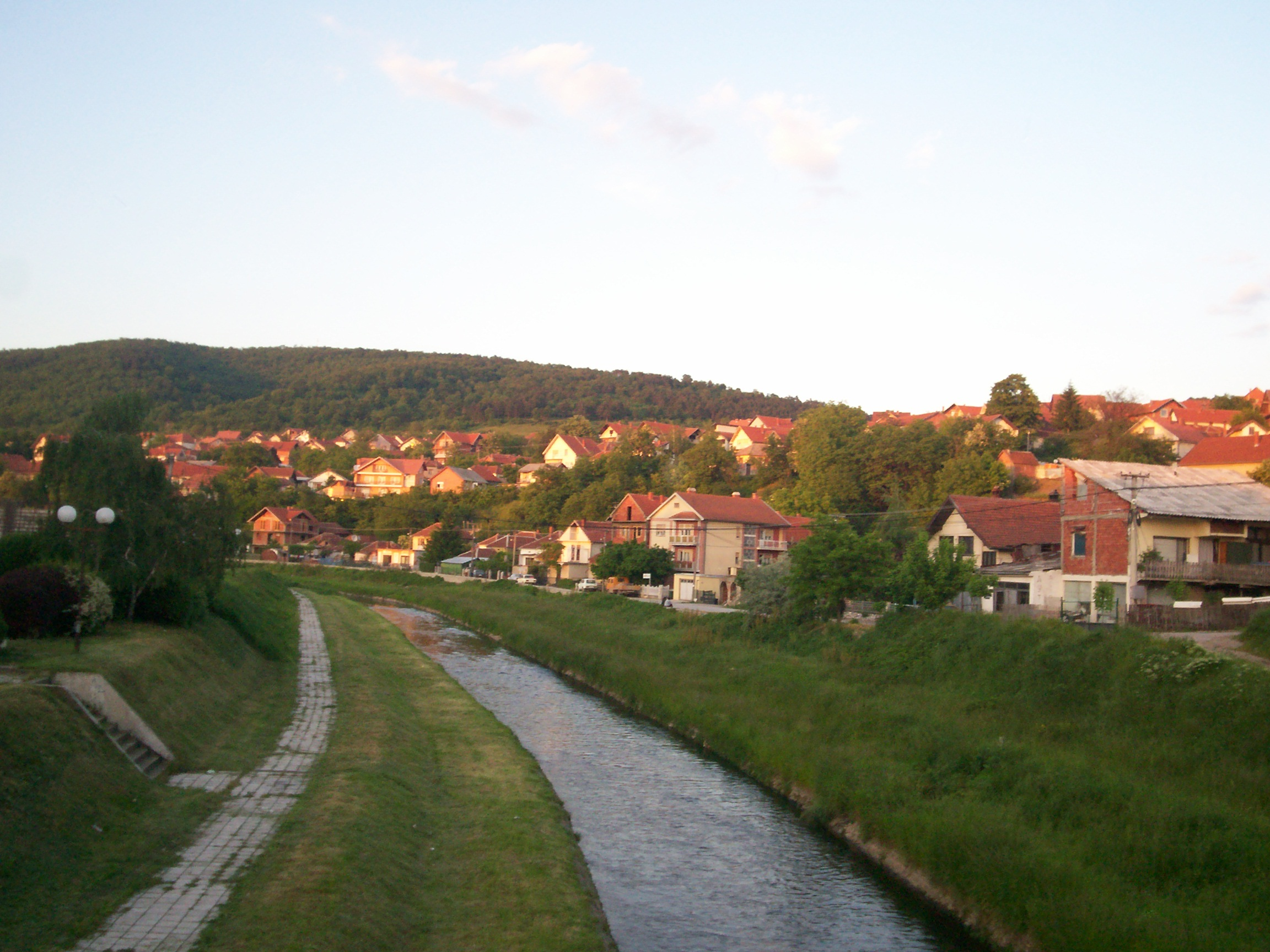
La Sokobanjska Moravica à Aleksinac.

La Sokobanjska Moravica prend sa source sur les pentes orientales du mont Devica, près du village de Skrobnica. Elle oriente d'abord sa course vers le nord puis oblique vers l'ouest à la hauteur du village de Levovik. Elle entre alors dans la région de Banja. La rivière coule entre les monts Devica et Ozren (au sud) et le mont Rtanj (au nord). Elle traverse les villages de Čitluk, Vrelo et Blendija, avant d'atteindre la ville de Sokobanja, le centre administratif de la dépression de Sokobanja et de toute la région de Banja.

## Le lac Bovan

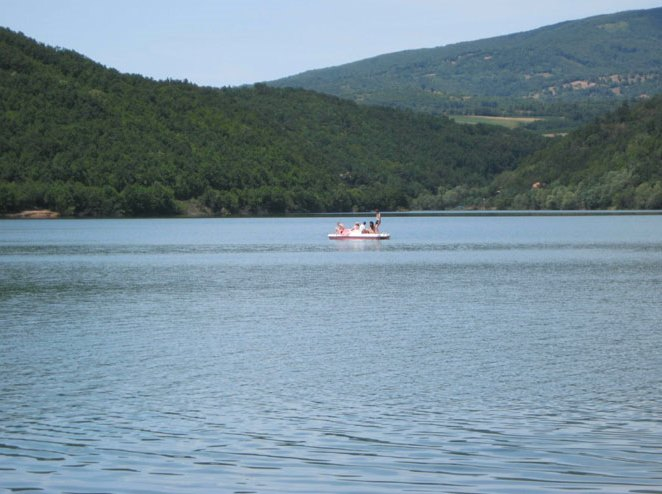
Le lac Bovan.

Après les villages de Poružnica et Trubarevac, la Sokobanjska Moravica s'oriente vers le sud, en passant entre le versant occidental du mont Ozren et les pentes méridionales du mont Bukovik. À la hauteur du village de Bovan, la rivière reçoit un barrage qui fait partie d'un projet complexe de régulation de la Velika Morava ; elle forme alors le lac artificiel de Bovan. La gorge de Bovan, creusée par la rivière, constitue un but d'excursion pour de nombreux visiteurs. La Sokobanjska Moravica poursuit en direction du sud, en inversion de cours. Elle traverse les localités de Subotinac et de Kraljevo, avant de se jeter dans la Južna Morava à Aleksinac.